# Ulica Bieńczycka w Krakowie
Ulica Bieńczycka – ulica w Krakowie, położona w całości w dzielnicy XVIII Nowa Huta.

## Przebieg
Ulica zaczyna swój bieg na Rondzie Kocmyrzowskim im. Księdza Józefa Gorzelanego, gdzie staje się przedłużeniem ulicy Kocmyrzowskiej. Na środkowym odcinku, przy arterii znajduje się XII Liceum Ogólnokształcące im. Cypriana Kamila Norwida oraz Zespół Szkół Ekonomicznych nr 2 im. Ignacego Daszyńskiego. Dalej ulica biegnie w kierunku południowo-zachodnim, w kierunku Ronda Czyżyńskiego, by tam zakończyć bieg. Jej przedłużeniem tam staje się aleja Pokoju.

## Historia
W latach 40. XIX wieku zbudowano tzw. drogę kocmyrzowską, która prowadziła od Czyżyn przez Bieńczyce w kierunku Kocmyrzowa. Wzdłuż niej w 1899 roku powstała linia kolejowa nr 111. Była to bita, kamienista droga. Tor kolejowy biegł wzdłuż drogi aż do polnej drogi prowadzącej z Bieńczyc do Mogiły (obecnie os. Krakowiaków). Tam odbijał w kierunku stacji Bieńczyce (ul. Stadionowa) i w Krzesławicach ponownie biegł wzdłuż drogi. W 1969 roku wybudowano na ulicy torowisko tramwajowe. W tym samym roku ulica została również przebudowana i zyskała 2 jezdnie.

## Współczesność
Ulica Bieńczycka jest czteropasmową drogą z torowiskiem tramwajowym, ulokowanym w pasie zieleni, dzielącym obie jezdnie ulicy. W ciągu ulicy znajdują się trzy przystanki tramwajowo-autobusowe MPK Kraków – „Rondo Czyżyńskie”, „Bieńczycka” oraz „Rondo Kocmyrzowskie im. Ks. Gorzelanego”. W otoczeniu arterii znajdują się m.in.: XII Liceum Ogólnokształcące im. Cypriana Kamila Norwida, Szkoła Podstawowa 103 im. Konstantego Ildefonsa Gałczyńskiego oraz Zespół Szkół Ekonomicznych nr 2 im. Ignacego Daszyńskiego.